# Philicus floresicus
Philicus floresicus är en skalbaggsart som beskrevs av Gilmour och Stefan von Breuning 1963. Philicus floresicus ingår i släktet Philicus och familjen långhorningar. Inga underarter finns listade i Catalogue of Life.